# Polskawieś (gmina)
Polskawieś (od 1973 Pobiedziska) – dawna gmina wiejska istniejąca w latach 1934–1954 w woj. poznańskim (dzisiejsze woj. wielkopolskie). Siedzibą władz gminy była Polskawieś (obecna pisownia Polska Wieś).
Gmina zbiorowa Polskawieś została utworzona 1 sierpnia 1934 roku w powiecie poznańskim w woj. poznańskim z dotychczasowych jednostkowych gmin wiejskich: Bednary Kolonja, Biskupice, Bociniec, Borówko, Główna, Gołunin, Gorzkie Pole, Jerzykowo, Jerzyn, Kocanowo, Kołata, Łagiewniki pod Pobiedziskami, Nowagórka, Podarzewice, Podarzewo, Podgłębokie, Polskawieś, Pomarzanki, Promienko, Promno, Pruszewiec, Skorzęcin, Staragórka, Stęszewice, Stęszewko, Wagowo, Węglewko, Węglewo, Wronczynek, Zbierkowo i Złotniczki (oraz z obszarów dworskich położonych na tych terenach lecz nie wchodzących w skład gmin). 
Po wojnie gmina zachowała przynależność administracyjną. Według stanu z dnia 1 lipca 1952 roku gmina składała się z 18 gromad: Bednary, Biskupice, Gołuń, Jerzykowo, Jerzyn, Kocanowo, Kociałkowa Górka, Kołata, Łagiewniki pod Pobiedziskami, Podarzewo, Polskawieś, Promno, Pruszewiec, Stęszewko, Wagowo, Węglewo, Wronczyn pod Pobiedziskami i Złotniczki.
Gmina została zniesiona 29 września 1954 roku wraz z reformą wprowadzającą gromady w miejsce gmin. Jednostki nie przywrócono 1 stycznia 1973 roku po reaktywowaniu gmin, utworzono natomiast jej terytorialny odpowiednik – gminę Pobiedziska.